# Alessandra Ierse
Alessandra Ierse (Milano, 28 ottobre 1970) è un'attrice e comica italiana.

## Biografia
Debutta nel 1992 nel programma radiofonico Grazie della compagnia con Massimo Valli di Radio 101 One-O-One Network, premiato come miglior programma nel concorso di Tv Sorrisi e Canzoni. Ma il suo debutto in televisione risale al 1994 su Canale 5, intervenendo come disturbatrice, per 10 puntate, del programma serale Sabato notte live condotto da Paolo Bonolis.
Nel 1999 entra a far parte del laboratorio di Zelig sulle nuove scoperte.
Nel 2000 vince il secondo premio Ugo Tognazzi di Cremona, divenendo poi ospite per diverse puntate al Maurizio Costanzo Show.
Nel 2001 partecipa su LA7 al programma Telerentola condotto da Roberta Lanfranchi.
Nel 2002 partecipa ad un programma radiofonico condotto da Massimo Valli, Ciccio Valenti e Dario Desi.
Nel 2003 recita nella commedia teatrale La Famiglia Martinelli di Sergio Casentino al fianco di Enrico Beruschi, partecipa alle trasmissioni Lista d'attesa su Telenova e Acqua in bocca su RSI e inizia un nuovo laboratorio a Zelig, presentato da Margherita Antonelli e composto da sole attrici donne.
Nel 2004 vince il premio della giuria al concorso nazionale di cabaret in rosa a Nichelino. L'anno seguente arriva il grande successo recitando nella sitcom Belli dentro nel ruolo della svampita Jolanda e partecipa alla trasmissione Zelig off.
Nel 2006 recita nella commedia teatrale de I Fichi d'India, Il condominio e fa una piccola apparizione al cinema con Ale & Franz in Mi fido di te, e nel 2007 partecipa a Colorado Revolution sempre a fianco de I Fichi d'India in Adamo, Adamo ed Eva e partecipa alle altre tre stagioni di Belli dentro.
Attualmente fa parte del gruppo comico teatrale "Le scemette".

## Filmografia

### Cinema
- Mi fido di te, regia di Massimo Venier (2007)
- Exitus - Il passaggio, regia di Alessandro Bencivenga (2019)

### Televisione
- Belli dentro - serie TV, (2005-2012)

- In tour - serie TV (2011-2012)
- Snooze - Ogni benedetta mattina - serie TV (2016)

## Programmi TV
- Sabato notte live (1994)
- Zelig (1999)
- Maurizio Costanzo Show (2000)
- Telerentola (2001)
- Zelig off (2005)
- Colorado Revolution (2007)
- Container (2011)

## Personaggi
- Bruna, instancabile lavoratrice bergamasca
- Eva Kant, moglie bolognese del mitico Diabolik
- Maga Bruna, cartomante calabrese
- Roberta, cantante con la R moscia che polemizza su tutto ciò che le viene detto
- Jolanda, ex prostituta bergamasca un po' svampita interpretata in Belli dentro.